# Landschaftsschutzgebiet Scharpker Bachtal
Das Landschaftsschutzgebiet Scharpker Bachtal mit etwa 39 ha Flächengröße liegt im Gemeindegebiet von Extertal in Nordrhein-Westfalen. Es wurde 2007 mit dem Landschaftsplan Nr. 5 Extertal durch den Kreistag des Kreises Lippe erstmals als Landschaftsschutzgebiet (LSG) ausgewiesen.

## Beschreibung
Das LSG umfasst das Bachtalsystem des Scharpker Baches südlich von Bösingfeld. Es beginnt in der Dorflage beim Friedhof Bösingfeld. Über weite Strecken bildet die Hummerbucher Straße die Ostgrenze. Das Bachtalsystem des Scharpker Baches ist streckenweise beeinträchtigt durch Gewässerausbau, aber es gibt auch naturnahe Bachabschnitte. Im Grünland liegen teils Feuchtgrünland und ein naturnaher Teich. Im südöstlichen Quellbereich findet sich eine
Feuchtwiesenbrache, die durch einen verrohrten Abschnitt vom übrigen Bachtal getrennt ist. Hier ist am östlichen Hang ein strukturreiches Mosaik aus Grünland und Hecken vorhanden. Im mittleren Bachbereich stehen an zwei Quellarmen alte bis mittelalte Buchenbestände. Der Unterlauf des Scharpker Baches hat einen bedingt naturnahen Bachlauf mit altem Ufergehölzsaum.

## Schutzzwecke für das LSG
Laut Landschaftsplan erfolgte die Ausweisung des LSG:
- „zur Erhaltung und Wiederherstellung der Leistungsfähigkeit des Naturhaushaltes in ökologisch besonders wertvoll strukturierten Bereichen mit Wasser-, Klima- und Biotopschutzfunktionen,“
- „zur Erhaltung und Wiederherstellung von Quellbereichen und naturnahen Fließgewässern, Grünland, Kalkhalbtrockenrasen und naturnahen Waldbereichen unter schiedlicher Feuchtestufen, Feldgehölzen, Hecken und Obstwiesen,“
- „zur Erhaltung morphologisch ausgeprägter Bereiche zur Sicherung der landschaftlichen Eigenart und Vielfalt für die Erholung,“
- „zur Erhaltung wertvoller Biotopkomplexe aus Wald-Grünlandbereichen, Fließgewässern und Quellen sowie Biotopen nach § 62 LG mit wichtigen Refugial-, Puffer-, Trittstein- und Vernetzungsfunktionen,“
- „zur Erhaltung und Wiederherstellung wichtiger Rückzugsräume für die bedrohte Tier- und Pflanzenwelt,“
- „zur Sicherung von kulturhistorisch bedeutsamen Landschaften, z. B. Terrassenkulturlandschaften,“
- „zur Sicherung der das Orts- und Landschaftsbild gliedernden und belebenden und die dörflichen Siedlungsstrukturen prägenden Freiraumelemente.“[1]